# .bh
.bh è il dominio di primo livello nazionale assegnato al Bahrein.
Originariamente amministrato dall'Università del Bahrain, nel 1999 la gestione è passata nelle mani della Bahrain Telecommunications Company (Batelco). Successivamente il dominio è stato trasferito alla Telecommunication Regulatory Authority (TRA). Nel 2019 è stato assegnato il dominio internazionalizzato .البحرين (.albahrain).